# آنه فرانک: تمام داستان
آنه فرانک: تمام داستان (انگلیسی: Anne Frank: The Whole Story) مینی سریالی دو قسمتی به کارگردانی روبرت دورنهلم است که از روی کتاب آنه فرانک: زندگینامه اثر ملیسا مولر ساخته شده‌است.